# Helga Ruebsamen
Helga Ruebsamen, née à Batavia (Indes néerlandaises) le 4 septembre 1934 et morte le 8 novembre 2016 à La Haye (Hollande-Méridionale), est une femme de lettres néerlandaise. 

## Publications
- (nl) De kameleon (1964)
- (nl) De heksenvriend (1966)
- (nl) Wonderolie (1970)
- (nl) De ondergang van Makarov (1971)
- (nl) Op Scheveningen (1988)
- (nl) Pasdame (1988)
- (nl) Olijfje en andere verhalen (1989)
- (nl) De dansende kater (1992)
- (nl) Alleen met Internet (1996, avec Rogi Wieg)
- (nl) Het lied en de waarheid (1997)
- (nl) Beer is terug (1999)
- (nl) De bevrijding (1999)
- (nl) Jonge liefde en oud zeer : de verhalen (tome 1, 2001)
- (nl) Jonge liefde en oud zeer : de verhalen (tome 2, 2001)
- (nl) Zoet en zondig : de mooiste verhalen uit Indonesië (2003)

## Récompenses et distinctions
Helga Ruebsamen a reçu le prix Ferdinand-Bordewijk en 1998 pour Het lied en de waarheid et le prix Annie Romein pour l'ensemble de son œuvre en 2001.